# NGC 7090
NGC 7090 هي مجرة دوامة الكذب في جنوب الهندي (كوكبة) ويبعد حوالي 30 مليون سنة ضوئية من الشمس. لاحظه الفلكي جون هيرشل لأول مرة في 4 أكتوبر 1834.

## وصلات خارجية
- NGC 7090 على موقع ويكي سكاي: DSS2, SDSS, GALEX, IRAS, Hydrogen α, X-Ray, Astrophoto, Sky Map, Articles and images